# Andy Ruiz Jr.
Andrés Ponce Ruiz Jr. (sinh ngày 11 tháng 9 năm 1989) là một vận động viên Quyền Anh người Mỹ gốc Mexico, hiện đang giữ các đai vô địch WBA (Super), WBO, IBO và IBF hạng nặng kể từ ngày 1 tháng 6 năm 2019, khi anh bất ngờ đánh bại Anthony Joshua để trở thành người thứ hai gốc châu Mỹ Latin sau John Ruiz, và người Mexico đầu tiên trở thành nhà vô địch hạng nặng thế giới.
Tính đến tháng 6 năm 2019, Ruiz hiện đang là võ sĩ quyền anh hạng nặng số 1 thế giới theo BoxRec.

## Sự nghiệp nghiệp dư
Trong sự nghiệp nghiệp dư, Ruiz đã lập kỷ lục 105–5  dưới sự huấn luyện của huấn luyện viên Cuba Fernando Ferrer. 105 chiến thắng của anh gồm các huy chương vàng Mexican National Junior Olympics và Giải vô địch hạng nặng World Ringside. Ruiz cũng đại diện cho Mexico trong Thế vận hội mùa Hè Bắc Kinh 2008 ở vòng loại, thua trước các vận động viên Olympic Robert Alfonso của Cuba và Oscar Rivas của Colombia trong vòng loại thứ nhất và thứ hai.

## Sự nghiệp chuyên nghiệp
Ruiz đã có Freddie Roach hỗ trợ tại Wild Card Gym và thi đấu với cựu vô địch hạng nặng UFC, Andrei Arlovski. Ruiz chủ yếu đấu với những boxer dày dặn kinh nghiệm thời gian đầu trong sự nghiệp của mình nhưng đã hạ đo ván hai ngôi sau nghiệp dư trong vô địch hạng nặng nghiệp dư Hoa Kỳ 2006 Jonte Willis và vô địch Găng tay Vàng 2008 Tor Hamer.